# Hugo Bernhard Rahamägi
Hugo Bernhard Rahamägi, född 2 juni 1886 (nya stilen) i Kurtna nära Saku i det ryska guvernementet Estland, död 1 september 1941 i Kirov i Sovjetunionen, var en estnisk luthersk teolog och kristdemokratisk politiker. Han var Estlands utbildningsminister från 1924 till 1925. Från 1934 till 1939 var han biskop av Estland och ledare för Estniska evangelisk-lutherska kyrkan.

## Biografi

### Uppväxt och utbildning
Rahamägi var son till läraren och kyrkvärden Mart Rahhamäggi och Louise Amalie Rahhamäggi, född Drellneck. Han gick i skola i Jõgisoo och Keila i Harjumaa och tog gymnasieexamen vid det kända Nikolai I-gymnasiet i Tallinn. Han arbetade därefter 1905–1906 som privatlärare hos kyrkoherden i Hageri, Konstantin Adolf Thomson.

### Kyrkoman och universitetslärare
Från 1906 till 1913 studerade han luthersk teologi vid Tartu universitet och var 1913 tjänstebiträde i Hageri. I april 1914 prästvigdes han i Tallinns domkyrka och var från 1914 till 1920 kyrkoherde i Kaarma på Ösel, 1919–1920 även prost för Ösels kontrakt.
År 1920 reste han till Berlin för högre teologiska studier vid Berlins universitet. Han återvände därefter till Tartu universitet 1920–1921 som universitetslärare i systematisk teologi, 1921–1926 som tillförordnad professor i teologi. 1924 disputerade han med en tusensidig teologisk avhandling vid Tartu universitet. Från 1926 till 1934 innehade han professuren i systematisk teologi vid universitetet och var också dekan för teologiska fakulteten, samtidigt som han fungerade som kyrkoherde för universitetskyrkans evangeliska församling. Han var medgrundare till tidskriften Eesti Kirik 1922 och innehade chefredaktörsposten fram till 1931. Han var även från 1930 till 1933 ordförande för den estniska nykterhetsrörelsen, Eesti Karskusliit, och hade många andra ideella engagemang.

### Politiker
Rahamägi var vid sidan av sin kyrkliga och akademiska karriär även politiskt verksam. Han var medlem av Kristna Folkpartiet (Kristlik Rahvaerakond) som verkade för en starkare ställning för kyrkan i den sekulariserade unga republiken. Partiet nådde en framgång i och med framtvingandet av ett folkomröstningsbeslut 1923 där det blev obligatoriskt för landets skolor att tillhandahålla kristendomsundervisning, dock på frivillig basis för elevernas håll. Rahamägi var ledamot av Riigikogu under dess första och fjärde mandatperioder (1920–1921 respektive 1929). 1924 tjänstgjorde han i Friedrich Karl Akels regering som Estlands utbildningsminister, en post som han även innehade i Jüri Jaaksons regering 1924–1925.

### Biskop
Efter att Estniska evangelisk-lutherska kyrkans ledare, biskop Jakob Kukk, avlidit 1933 valdes Rahamägi i juni 1934 med stor majoritet till ny biskop och primas. Han verkade som biskop fram till 1939 och var samtidigt domprost i Tallinns domkyrka.
Den 12 mars 1934 genomförde den sittande riksäldsten Konstantin Päts en oblodig statskupp och samlade makten i egna händer. Partier förbjöds och yttrande- och pressfriheten beskars kraftigt. Päts lät dock bevara religionsfriheten och kom från 1934 till och med att stärka de lutherska och ortodoxa kyrkornas roll i staten. Päts och Rahamägi vände sig som konservativa båda mot den upplevda normlösheten under 1920-talet.
Kyrkan kom under Rahamägis ledning att inordna sig efter de nya omständigheterna och efter att den nya författningen trätt i kraft 1 januari 1938 blev Rahamägi ex officio som biskop även ledamot av parlamentets överhus, Riiginõukogu.
Rahamägi drev 1935 med statligt stöd igenom en ny kyrkoordning, med en ökad centralisering av kyrkan. Rahamägi ville även dela in Estland i fyra stift med var sin biskop och göra kyrkans ledare till ärkebiskop av Tallinn, men kunde aldrig driva igenom planerna under sin ämbetstid.
Under åren 1938–1939 uppstod en kris i relationerna mellan staten och den lutherska kyrkan, då regeringen krävde att en ny kyrkoordning skulle ge staten större tillgång till interna kyrkliga processer. Kyrkan var splittrad i frågan, men biskop Rahamägi valde slutligen att tillbakavisa utkastet till kyrkoordning och gjorde sig därigenom många fiender inom staten.

### Avsättning
Rahamägi var sedan 1914 gift med Edith Hendrikson (1893–1940). Hon lämnade honom 1937. Skilsmässoansökan 1938 orsakade skandal med anklagelser om kärleksaffärer och diskuterades flitigt i estnisk press. Kyrkan var delad i frågan om Rahamägi skulle kunna fortsätta verka som biskop efter en skilsmässa och följande omgifte. Hösten 1939 använde Estlands regering äktenskapsskandalen till förevändning för att göra sig av med den oönskade Rahamägi och förklarade honom för avsatt. I november 1939 valde kyrkan kompromisskandidaten Johan Kõpp till ny biskop.
Makarna Rahamägis skilsmässa vann laga kraft i februari 1940, och Rahamägi gifte sig endast några dagar senare med konstnären Melanie Kukk (1903–2000), änkan efter Rahamägis föregångare i ämbetet Jakob Kukk. Rahamägi kom efter avsättningen att lämna sin verksamhet inom kyrkan för gott.

### Arrestering och död
Rahamägi arresterades i samband med Röda arméns ockupation av Estland 26 april 1941. Han och frun Melanie transporterades till det inre av Sovjetunionen. Den 1 september 1941 avrättades han i fängelset i Kirov. Hans gravplats är okänd.